# マトリックス生物学
マトリックス生物学（マトリックスせいぶつがく、英: Matrix biology）とは、細胞外マトリックスの構造や機能、それらと近接した細胞との相互作用について研究する学問である。
マトリックス生物学者は通常、構造や細胞との相互作用の基礎研究と、病気になった時にこれらのパラメーターがどう変わるのかという応用研究を同時に行っている。
マトリックス生物学者は、次のような個々の分子を専門に取り扱っている。
- コラーゲン
- プロテオグリカン
- エラスチン
- インテグリン
- フィブリン
- マトリックスメタロプロテアーゼ

専門分野は、細胞外マトリックスからなる次のような組織に及ぶ場合もある。
- 軟骨
- 皮膚
- 骨
- 腫瘍

マトリックス生物学者の多くは医学関係者、個々の病気の専門家と近いところで働いている。
- リウマチ学 ‐ リウマチ患者や変形性関節症患者の関節の軟骨や滑膜の細胞外マトリックスがどのように変化しているか研究する。
- 整形外科学 ‐ 軟骨や腱の病気や怪我について研究する。
- 腫瘍学 ‐ 腫瘍や癌が新しい細胞外マトリックスをどのように作るのか、他組織への転移や浸潤がどのように起こるのかを研究する。
- 歯列矯正学‐歯の周りの骨がどのように再構成されるのかを研究する。
- 皮膚科学‐傷の治癒部分や強皮症に罹った皮膚の細胞外マトリックスを研究する。